# Allocosa obturata
Allocosa obturata este o specie de păianjeni din genul Allocosa, familia Lycosidae. A fost descrisă pentru prima dată de Lawrence în anul 1928.
Este endemică în Namibia. Conform Catalogue of Life specia Allocosa obturata nu are subspecii cunoscute.